# لويس ماريان
لويس ماريان (بالفرنسية: Louis Marianne)‏ هو مدرب كرة قدم ولاعب كرة قدم فرنسي، ولد في القرن 20 في فرنسا.

## وصلات خارجية
- لويس ماريان على موقع قاعدة بيانات كرة القدم.إي يو (الإنجليزية)
- لويس ماريان على موقع ناشيونال فوتبول تيمز (الإنجليزية)